# Juan Fernández (-1632)
Juan Fernández (¿?-Madrid, 1632) fue un regidor de Madrid del siglo XVII.

## Biografía
Fue hijo de Juan Fernández y Luis de la Cruz. Tuvo al menos una hermana, Francisca Fernández que casaría con Gabriel de Oviedo, y tendría a: Juan y Francisco.
Siguió una importante carrera como funcionario municipal siendo nombrado regidor de la villa de Madrid el 13 de abril de 1593, por renuncia de Francisco de Alfaro.
En 1614 compró una importante posesión en la esquina del paseo de los Agustinos Recoletos con la calle de Alcalá, que sería conocida como Casa y huerta de Juan Fernández.

Así mismo como comisario del Paseo del Prado de San Jerónimo, nombrado por el Ayuntamiento de la Villa, fue el encargado de construir la Torrecilla del Prado, después conocida como Torrecilla de la Música en 1620. El estado de conservación posterior de la construcción llevó a algunos en la corte a realizar acusaciones de corrupción contra Juan Fernández, como la que hizo el conde de Villamediana:
¡Buena está la torrecilla!
¡Tres mil ducados costó !
Si Juan Fernández lo hurtó,
¿qué culpa tiene la Villa? 
Carlos Cambronero demostró lo infundado de las acusaciones contra Juan Fernández, ya que la obra llegó a ser tasada el 16 de marzo de 1621 por Juan Díaz, alarife de la villa, y Juan de Herrera, maestro de obras y aparejador de las de la Real Casa.
Fue amigo del célebre dramaturgo fray Gabriel Téllez, O.M. conocido bajo su nombre de pluma de Tirso de Molina. Esta amistad llevó al dramaturgo a escribir, en 1626, una comedia con el título de la posesión de su amigo, La Huerta de Juan Fernández. Según Luis Vázquez, el motivo de la comedia es el segundo matrimonio de Juan Fernández en ese año.
En 1620 fue nombrado recaudador del impuesto de millones en la villa de Madrid, importante cometido.
Murió en 1632.

## Matrimonios y descendencia
Contrajo matrimonio en primeras nupcias con María de Olalde (-1625). El año siguiente de la muerte de esta, contrae un segundo enlace con Josefa María de Ávila, sobrina suya.
De uno de estos matrimonios tuvo al menos dos hijas:
- Juana, que casaría con Alonso Quijada de Salazar, caballero de la Orden de Santiago.[1]
- N que casaría con Gerónimo Núñez de León, escribano de cámara de Felipe III. De este matrimonio nacería al menos un hijo, Juan Núñez de León.[2]

### Individuales
1. ↑  Salazar y Castro, Luis de (1697). Historia Genealógica de la Casa de Lara justificada con instrumentos, y escritores de inviolable fe 3. en la Imprenta Real, por Mateo de Llanos y Guzman. p. 556. Consultado el 26 de marzo de 2024.
2. ↑  Lopezosa Aparicio, Concepción (1996). «La huerta y lavaderos de Juan Fernández en el Prado de Agustinos Recoletos». Anales del Instituto de Estudios Madrileños (36): 27-54. ISSN 0584-6374. Consultado el 26 de marzo de 2024.